# Obi Emegano
Obinna Clinton Emegano (ur. 29 kwietnia 1993 w Lagos) – nigeryjski koszykarz występujący na pozycji rzucającego obrońcy, posiadający także brytyjskie obywatelstwo, obecnie zawodnik Montakit Fuenlabrada. 
Jego ojciec wygrał tzw. „zieloną kartę” w 1995 roku, pomimo iż nie przystępował do loterii. Został do niej zgłoszony przez swoją siostrę mieszkającą w Stanach Zjednoczonych.
25 maja 2020 dołączył do Montakit Fuenlabrada.

## Osiągnięcia
Stan na 23 sierpnia 2021, na podstawie, o ile nie zaznaczono inaczej.
NCAA
- Wicemistrz turnieju Ligi Summit (2012)
- MVP turnieju Men Against Breast Cancer Classic (2015)
- Zaliczony do:
- I składu:
  - Summit League (2015, 2016)
  - turnieju:
    - konferencji Summit (2015)
    - Men Against Breast Cancer Classic (2015)

  - Summit League All-Newcomer Team (2012)
- Lider:
  - strzelców Ligi Summit (2016)
  - Ligi Summit w liczbie:
    - celnych (210) i oddanych rzutów z gry (2016 – 484)
    - celnych i oddanych rzutów wolnych (2015, 2016)

## Statystyki

### W rozgrywkach akademickich
| Sezon     | Drużyna                              | M  | S5 | MPG  | FG%   | 3P%   | FT%   | RPG | APG | SPG | BPG | PPG  |
| --------- | ------------------------------------ | -- | -- | ---- | ----- | ----- | ----- | --- | --- | --- | --- | ---- |
| 2011/2012 | Western Illinois Leathernecks (NCAA) | 33 | 31 | 33,3 | 48,6% | 40,0% | 76,0% | 3,9 | 1,0 | 1,0 | 0,0 | 13,1 |
| 2013/2014 | Oral Roberts Golden Eagles (NCAA)    | 4  | 4  | 28,0 | 65,6% | 66,7% | 78,9% | 4,0 | 2,0 | 0,5 | 0,0 | 19,0 |
| 2014/2015 | Oral Roberts Golden Eagles (NCAA)    | 34 | 34 | 34,4 | 44,7% | 38,7% | 78,8% | 4,7 | 2,2 | 1,7 | 0,2 | 18,3 |
| 2015/2016 | Oral Roberts Golden Eagles (NCAA)    | 29 | 29 | 35,4 | 43,4% | 38,1% | 85,3% | 5,1 | 1,8 | 1,1 | 0,3 | 23,1 |

### W rozgrywkach krajowych
| Sezon     | Drużyna                                    | M  | S5 | MPG  | FG%   | 3P%   | FT%   | RPG | APG | SPG | BPG | PPG  |
| --------- | ------------------------------------------ | -- | -- | ---- | ----- | ----- | ----- | --- | --- | --- | --- | ---- |
| 2016/2017 | Novipiu Casale Monferrato (Włochy–II liga) | 9  |    | 23,7 | 30,9% | 33,3% | 73,9% | 2,3 | 0,6 | 1,6 | 0,0 | 11,4 |
| 2016/2017 | Polfarmex Kutno (PLK)                      | 11 | 5  | 16,2 | 33,3% | 21,1% | 87,5% | 1,5 | 0,5 | 0,9 | 0,1 | 5,2  |
| 2017/2018 | Rouen Métropole (Pro B)                    | 39 | 39 | 34,2 | 45,7% | 40,8% | 87,1% | 3,1 | 2,1 | 1,1 | 0,3 | 18,4 |
| 2018/2019 | JDA Dijon Basket (Pro A)                   | 39 | 12 | 21,9 | 49,1% | 42,6% | 86,0% | 2,3 | 0,9 | 1,0 | 0,1 | 8,1  |
| 2019/2020 | Le Mans Sarthe (Pro A)                     | 22 | 20 | 27,1 | 54,1% | 49,4% | 86,2% | 3,1 | 1,7 | 0,8 | 0,2 | 13,1 |

### W rozgrywkach międzynarodowych
| Sezon     | Drużyna                          | M  | S5 | MPG  | FG%   | 3P%   | FT%   | RPG | APG | SPG | BPG | PPG |
| --------- | -------------------------------- | -- | -- | ---- | ----- | ----- | ----- | --- | --- | --- | --- | --- |
| 2018/2019 | JDA Dijon Basket (Liga Mistrzów) | 14 | 9  | 24,7 | 40,2% | 27,0% | 69,0% | 3,1 | 0,9 | 1,1 | 0,0 | 8,3 |